# KISS×DEATH
『KISS×DEATH』（キスデス）は、叶恭弘による日本の漫画作品。『少年ジャンプ+』（集英社）2014年9月22日より2018年4月15日まで隔週木曜更新で連載された。『少年ジャンプ＋』創刊作品の一つ。

## あらすじ
遠い惑星から地球へ流刑に処された宇宙人の囚人達が、5人の少女の身体を乗っ取り逃走を図った。異星人“Z（ズィー）”は、少女達の口腔内に潜伏する囚人を捕獲するため、男子高校生・戸津慎五の身体を支配する。だが、戸津はスクールカースト最底辺に位置する女性恐怖症のオタクだった。

## 登場人物

### 主要人物
Z（ズィー）
囚人に寄生された女子達に殺された宇宙人。2年後に復活する。
戸津慎五（とづ しんご）
本作の主人公。1998年10月16日生まれ。Zに寄生されたオタク男子。円城高校1年生。家族にヤンキー系の弟がいる。一人称は「僕」。女性が苦手。
Zが埋められた場所に出向いたことがきっかけで、Zに寄生され身体の主導権を奪われる。

### 囚人と寄生されていた女子
いずれも元は不美人ないじめられっ子だったが、囚人に寄生されたことによって容姿端麗な姿に変異している。
No.1

桜江七夏（おうえ ななか）
No.1に寄生されたショート茶髪女子。青葉西高校1年生。右目に泣きボクロがある。元は顎の細い骨皮体型だったが、No.1に寄生されてグラマーな美少女に変異する。5人の中で唯一恋愛感情を持っている。
No.2
人間の職業で言う所のシステムエンジニア。メーティスの生みの親。
母星に帰還する宇宙船のサポートとなるAIを必要と考えていたが、地球文明のコンピューターでは無理と判断。地球人の脳を利用してメーティスを開発した。
千根谷ひなの（ちねや ひなの）
No.2に寄生されたスポーティー女子。開邦高校1年生。陸上部に所属。旧陸軍施設で戸津と戦い、手先3人と共に病院に戸津を連れていく。病院での戸津との2度目の戦いでは戸津が結仁の手先として倒すように言われて、2人を強く非難し電気の力を身に着けたパワースーツを着て戸津に猛攻撃し、No.2の触手で結仁の企みなどを追及したが、CT室の中にあるMRIの磁力によりスーツが剥がれ、全身の筋肉が電気によるオーバーヒートを起こして動けなくなり敗北。戸津にNo.2を除去される。No.2は除去されて以降、囚人が早く宇宙船を見つけて地球に立ち去ることが一番の策と考え、囚人側につき、残り3人にZは生きている事を伝えた。これには戸津と結仁は猛反発かつ強く非難した。
No.3
人間の職業で言う所の化学者。薬学や力学に精通している。
独自のドラッグ・レナードを開発し完成させて、宇宙船生成に必要な人員を生み出させること。完成したレナードは他の四校にもばら蒔かれている。
慎重な性格の持ち主で、人間離れした行動をとる囚人を戒めたり、非常事態が起きるとすぐに集合をかける。
駒方結仁（こまがた ゆに）
No.3に寄生された眼鏡女子。円城高校1年生。戸津とZと共に囚人を捕獲する最大の協力者。生物部に所属。No.3に寄生されていたころは、高校の旧校舎を使い側近の生徒たちを集めて独自の教育をしていた。
旧校舎での戸津との一騎討ちの時、3本の鉄棒を使い鉄の破片をスマートフォンを使い磁派の操作で戸津に攻撃した。しかし戸津との戦いの前に旧校舎を爆破して火事を発生させたことが致命的なミスとなり自滅する（戸津の心の声の中で、結仁は小学2年の頃自宅が火事になり家の中に取り残され命を落としそうになった所を救出された事があった）。その後、戸津にNo.3を除去された。
隠れ家であるホテルで戸津に旧校舎の火事のことで思い出した小学2年の火事の事や、それが原因で腕や背中に夏服が着れないほどの重い火傷を負ってしまったがNo.3の寄生によって火傷の痕は除去されたことを明かした。以降、残り4人の囚人除去に大きく貢献した。
No.4
人間の職業で言う所の宇宙工学者。
Zが死亡し宇宙船の行方もわからないため、自分達で地球の有り物によって作ると言う考えに至り、宇宙開発技術を持つため陣頭指揮を執っている。
三河露央沙（みかわ ろおざ）
最も極悪なNo.4に寄生されたロング金髪女子。蘭橋女子高校1年生。元は肥満体型の大女だったが、No.4に寄生されてグラマーな美少女に変異する。露出の多い服装を好むようになる。なお、No.1の投降と引き換えに、捕獲されたNo.4は流刑地にて強制的に下等生物に寄生させられる。

No.5
人間の職業で言う所の生物学者。
宇宙船開発に直接には関わっていないが、地球人を最大限に利用するための活動に大いに役立っている。また細菌兵器の開発も行っている。
長峰莉亜（ながみね りあ）
No.5に寄生されたロリ系女子。塚ノ上高校1年生。内気だが優しい性格。No.5は、莉亜ではなく本当はひなのに寄生したかった様子。

### 円城校の学生

#### 旧校舎組
湊帆多留（みなと ほたる）
旧校舎管理長を務める3年生。No.3の肉片を埋め込まれている。
湊翔（みなと しょう）
帆多留の弟の1年生。帆多留が変わったことに不振に思い、戸津に救出を依頼する。

### 開邦校の生徒
鷹端（たかはし）
戸津と堤の中学時代の同級生。猫背猫又先生のファン。

### その他の人物
堤純一（つつみ じゅんいち）
中学校時代の戸津の友達。
戸津礼次（とづ れいじ）
戸津慎五の父親。
戸津大輔（とづ だいすけ）
戸津慎五の弟。

## 用語

### 学校
囚人達が寄生した女子校生を利用してそれぞれの学校で女ボスとして君臨し統治している。
円城高校
戸津慎五と駒方結仁が通う学校。
開邦高校
千根谷ひなのと鷹端などが通う高校。

## 書誌情報
- 叶恭弘『KISS×DEATH』集英社〈ジャンプコミックス+〉、全7巻
  1. 「発端」2015年2月4日発売[1]、ISBN 978-4-08-880310-4
  2. 「侵入者」2015年10月3日発売[2]、ISBN 978-4-08-880550-4
  3. 「メーティス」2016年2月4日発売[3]、ISBN 978-4-08-880616-7
  4. 「マウストゥマウス」2016年10月4日発売[4]、ISBN 978-4-08-880734-8
  5. 「帰還計画」2017年7月4日発売[5]、ISBN 978-4-08-880838-3
  6. 「vs No.1」2018年1月4日発売[6]、ISBN 978-4-08-881333-2
  7. 「最後のKISS」2018年6月4日発売[7]、ISBN 978-4-08-881480-3